# Tirrena-Adriàtica 1996
La Tirrena-Adriàtica 1996 va ser la 31a edició de la Tirrena-Adriàtica. La cursa es va disputar en vuit etapes, una d'elles dividida en dos sectors, entre el 13 i el 20 de març de 1996, amb un recorregut final de 1.370,2 km.
El vencedor de la cursa fou l'italià Francesco Casagrande (Saeco), que s'imposà al rus Aleksandr Gontxenkov (Roslotto-ZG Mobili) i al també italià Gianluca Pianegonda (Team Polti), segon i tercer respectivament.

## Etapes
| Etapa | Data       | Recorregut                         | Km    | Vencedor d'etapa             | Líder de la general        |
| ----- | ---------- | ---------------------------------- | ----- | ---------------------------- | -------------------------- |
| 1a    | 13 de març | Fiuggi - Fiuggi                    | 156,0 | Leon van Bon (NED)           | Leon van Bon (NED)         |
| 2a    | 14 de març | Ferentino - Santa Marinella        | 180,0 | Djamolidín Abdujapàrov (UZB) | Leon van Bon (NED)         |
| 3a    | 15 de març | Santa Marinella - Santa Fiora      | 206,0 | Fabiano Fontanelli (ITA)     | Fabiano Fontanelli (ITA)   |
| 4a    | 16 de març | Arcidosso - Soriano nel Cimino     | 205,0 | Filippo Casagrande (ITA)     | Gianluca Pianegonda (ITA)  |
| 5a A  | 17 de març | Città della Pieve - C. del Lago    | 85,0  | Jan Svorada (CZE)            | Gianluca Pianegonda (ITA)  |
| 5a B  | 17 de març | Magione - C. del Lago (CRI)        | 28,2  | Ievgueni Berzin (RUS)        | Francesco Casagrande (ITA) |
| 6a    | 18 de març | Tuoro sul Trasimeno - Amandola     | 192,0 | Michele Bartoli (ITA)        | Francesco Casagrande (ITA) |
| 7a    | 19 de març | S.Elpidio a mare - M.S Pietrangeli | 174,0 | Rolf Soerensen (DEN)         | Francesco Casagrande (ITA) |
| 8a    | 20 de març | Grottammare - S.B del Tronto       | 159,0 | Jan Svorada (CZE)            | Francesco Casagrande (ITA) |

## Classificació general
|    | Ciclista                   | Equip              | Temps       |
| -- | -------------------------- | ------------------ | ----------- |
| 1  | Francesco Casagrande (ITA) | Saeco              | 34h 46' 18" |
| 2  | Aleksandr Gontxenkov (RUS) | Roslotto-ZG Mobili | + 23"       |
| 3  | Gianluca Pianegonda (ITA)  | Team Polti         | + 29"       |
| 4  | Michele Coppolillo (ITA)   | MG Maglificio      | + 32"       |
| 5  | Gabriele Colombo (ITA)     | Gewiss-Playbus     | + 51"       |
| 6  | Rodolfo Massi (ITA)        | Refin              | + 1' 22"    |
| 7  | Viatxeslav Iekímov (RUS)   | Rabobank ProTeam   | + 4' 30"    |
| 8  | Filippo Casagrande (ITA)   | Scrigno-Blue Storm | + 5' 17"    |
| 9  | Luca Gelfi (ITA)           | Brescialat         | + 5' 19"    |
| 10 | Marco Serpellini (ITA)     | Panaria-Vinavil    | + 5' 54"    |